# Pandur József
Pandur József (Győr, 1888. február 11. – Győr, 1943. május 29.) magyar festőművész, templomfestő, restaurátor.

## Élete és munkássága
Pandur József gimnáziumi, majd tanonciskolai tanulmányai után 1911-ben iratkozott be az Országos Magyar Királyi Képzőművészeti Főiskolára, ahol Balló Ede tanítványa lett. 1919-ben egyik alapítója volt a Győri Képző-és Iparművészeti Társulatnak. 1920-ban Lóth Józseffel és Albert Andorral, a győri vármegye házán rendezett kiállításon mutatkozott be a nagyközönségnek. Újvárosi műtermében tanult Borsos Miklós, Endrédy György és Illés Árpád. 1922-ben készült el a Tatárjárás című monumentális körképével, amelyet később, mivel értékesíteni nem tudta, saját maga semmisítette meg, hogy a festővásznat újrahasznosítsa. Győr városának támogatásával 1925-ben itáliai tanulmányutat tett.
A hagyományos témák, műfajok mellett világi és egyházi épületekben freskókat is festett.  A Lloyd tánctermét, a hajdani Hungária kávéházat, a Győri II. sz. Magyar Királyi Állami Gárdonyi Géza Polgári Fiúiskolát az ő faliképei díszítették. Restaurálással is foglalkozott. A csornai prépostság és a győri székesegyház restaurálása, a szanyi, a féltoronyi, a péri és a nádorvárosi templom díszítése is az ő nevéhez fűződik.
Borsa (Schutzbach) Antallal iparművészeti vállalatot alapított. Győrött rendszeresen kiállított, szerepelt a Nemzeti Szalonban és Kaposvárott is. 1926-ban megkapta az új nádorvárosi műtermet.
1943-ban a győri Városi Múzeum emlékkiállítást rendezett műveiből.
A győri köztemető VIII. parcellájában nyugszik. Műveit többek között a győri Városházán és a Xántus János Múzeumban őrzik.